# Torymus ezomatsuanus
Torymus ezomatsuanus är en stekelart som beskrevs av Kamijo 2004. Torymus ezomatsuanus ingår i släktet Torymus och familjen gallglanssteklar. Inga underarter finns listade i Catalogue of Life.